# Hylaeus liogonius
Hylaeus liogonius är en biart som först beskrevs av Joseph Vachal 1899.  Hylaeus liogonius ingår i släktet citronbin, och familjen korttungebin. Inga underarter finns listade i Catalogue of Life.